# Зелена Сцена (фестиваль)
Зеле́на Сце́на — культурно-соціальний проєкт у вигляді міні-фестивалю. Аполітична та неприбуткова творча платформа, що об'єднує в собі різні напрями мистецтва. З 2011 року постійно проходить у Чернігові.

## Історія
Витоки міні-фестивалю «Зелена Сцена» потрібно вбачати у проведенні 2008 року музичного конкурсу «Слухай ЧЕ!», що відбувся завдяки об'єднанню міських громадських активістів. У 2009 році конкурс було проведено повторно, більш організовано та досконало. Це дозволило також об'єднати найкращі чернігівські музичні колективи. Наслідком проведення другого конкурсу «Слухай ЧЕ!» став випуск ліцензійних компакт-дисків «Слухай ЧЕ! Музична презентація міста!».
У 2010 році силами організаторів конкурсу «Слухай ЧЕ!» було вперше проведено фестиваль «Chernihiv Jazz Open», який з наступного року отримав статус міжнародного. Це стало також першим доказом того, що у Чернігові не тільки є можливість проводити щорічні фестивалі подібного рівня, але так само виникла потреба до створення чогось більшого.
У 2011 року було проведено перший літній мультифестиваль «Зелена Сцена», який тривав з травня по вересень. Фестиваль об'єднав українську творчу молодь з різних напрямків: акторів, музикантів, художників, фотографів, поетів, майстрів рукоділля. Серед учасників проєкту — музичні колективи з Чернігова, та інших міст України. Після успішного завершення фестивалю у 2011 році організаторами було прийнято рішення про його щорічне проведення.
У 2013 році було офіційно зареєстровано Громадську Організацію «ЧЕ Студія», що юридично оформило організаційну команду.
Проєкт «Зелена Сцена» вже протягом перших років свого існування здобув широку популярність і впізнаваність навіть поза містом. Тільки за перші два сезони, в проєкті взяли участь музиканти з багатьох українських міст, а також Росії та Молдови. Зараз фестиваль вважається одним з тих середовищ, які культивують сучасне мистецьке життя міста Чернігова.
Станом на кінець 2020 року проведення чергової, ювілейної, десятої «Зеленої Сцени» не планується через брак коштів.

## Мета та завдання
Спрямованість проєкту — жива, далека від традиційної естради та звичного фольклору музика, і вільна, як джазова імпровізація, нічим не обмежена творчість в інших областях мистецтва. Головна умова — все повинно бути сучасно та цікаво. Головною особливістю виступів музичних виконавців «Зеленої Сцени» є їх живе, акустичне або напівакустичне звучання, а також безпосередня близькість і контакт з глядачем.
Проєкт з кожним роком почав наповнюватися додатковим соціально-важливим змістом: екологічні проблеми, гендерна рівність, адаптація вимушено переселених осіб тощо.
Вхід на всі заходи «Зеленої сцени» безкоштовний. Правила дуже чіткі: no drugs, no alcohol, no cigarettes! Тільки творчість, свобода і живе спілкування!

## Місце та час проведення
Фестиваль «Зелена Сцена» відбувається протягом п'яти місяців щоп'ятниці з 16:00 до 23:00, з травня по вересень, в самому центрі Чернігова (поруч з Красною площею, біля входу на Алею Героїв).

## Організатори
- Олександра Федоренко — керівник проєкту, співпраця з музичними колективами, SMM
- Ярослав Сухомлин — співробітництво з партнерами
- Дмитро Янчук — менеджер проєктів
- Сергій Тонканов — куратор виставкового напрямку
- Марія Чеван — куратор проєкту «ЛІТЕРА»
- Інна Адруг — куратор майданчику відкритих дискусій «Розмовник»
- Олександра Стародуб — координатор хендмейд напрямку
- Мари Кот — куратор кінопоказів
- Григорій Коцюра — фото і відео
- Фолк — обладнання, логістика, волонтери